# Ольшанка (средний приток Хопра)
Ольшанка — река в России, протекает по Саратовской области. Устье реки находится в 672 км по левому берегу реки Хопёр в 4 км к северо-западу от села Ильмень. Длина реки составляет 17 км, площадь водосборного бассейна — 309 км².

## Данные водного реестра
По данным государственного водного реестра России относится к Донскому бассейновому округу, водохозяйственный участок реки — Хопёр от истока до впадения реки Ворона, речной подбассейн реки — Хопер. Речной бассейн реки — Дон (российская часть бассейна).
Код объекта в государственном водном реестре — 05010200112107000005872.